# Franc Ksaver
Franc Ksaver je ime več osebnosti:
- Sveti Frančišek Ksaverij - španski jezuit in misijonar
- Franc Ksaver Meško - slovenski duhovnik in pisatelj
- Franc Ksaver Pirc - slovenski duhovnik in misijonar v Združenih državah Amerike
- Franc Ksaver Prešeren - krstno ime pesnika Franceta Prešerna (včasih se je podpisoval tudi kot France X. Prešeren)
- Franc Ksaver Lukman - slovenski teolog
- Franz Xavier Luschin - avstrijski rimskokatoliški nadškof
- Franc Ksaver Zajec - slovenski slikar in kipar
- Franc Ksaver Prešeren - kurat, stric pesnika Franceta Prešerna